# Reserva natural nacional de San Jiang
La Reserva natural nacional de San Jiang se encuentra al nordeste de la provincia de Heilongjiang, entre las coordenadas 47°44’40-48°8’20N, 134°36’12-134°4’38 E, cerca de la frontera con Rusia, en la cuenca del río Ussuri, afluente del Amur. La reserva se establece en 1994 para proteger los hábitats y y alcanzó la categoría de reserva nacional en 2000 con una extensión de 1644 km². En 2002 fue declarada sitio Ramsar.

## Características
La reserva se encuentra en la llanura de Sanjiang, entre dos ríos principales, el río Heilong (nombre chino del Amur) y el río Ussuri. En la zona hay 57 cursos de agua y más de 200 lagunas y pozas. El clima es oceánico, el invierno largo y frío, el verano corto y caluroso. La precipitación media anual es de 604 mm y la temperatura media de 2,2 oC.
Se han contabilizado 43 especies de mamíferos 259 de aves, 8 de reptiles, 7 de anfibios, 500 de insectos y 105 de peces. Además, hay más de 900 especies de plantas, entre ellas la protegida de soja salvaje (Glycine soja). Es un importante hábitat y zona de cría para distintas especies de peces comerciales y sirve como embalse natural para la llanura de Sanjiang.
El sitio es importante para las aves acuáticas, entre ellas la cigüeña oriental, la serreta china, el cisne cantor, etc. El número de gansos y patos en otoño puede alcanzar los 100.000. Hay unas 62 especies protegidas en la zona, entre ellas, la grulla de Manchuria, la grulla cuelliblanca y el ciervo común.
La reserva está bajo protección estatal, con poca intervención humana. En la zona viven unas 5400 personas. El turismo y las actividades educacionales se hacen en colaboración con la Reserva natural de la cuenca del río Amur, en Rusia. La amenaza potencia es la agricultura, las aguas residuales, la caza y la cosecha de recursos en los humedales. La gestión de la reserva se realiza en colaboración los pueblos de la zona desde 2003, se crearon 7 estaciones de control y más de 100 nidos artificiales para cigüeñas orientales.

## Sitio Ramsar
En 2002 se crea el sitio Ramsar de la Reserva natural nacional de San Jiang, con la misma extensión de 1644 km² y el número 1152. Es una llanura de inundación aluvial típica de los humedales de gran altitud, con una mezcla de ríos, ciénagas abiertas, prados inundados estacionalmente y pantanos de juncos, probablemente la mayor área de humedales de agua dulce del país. El sitio es de importancia internacional para las aves acuáticas, incluidas las especies en peligro de extinción cigüeña oriental, serreta china y ánsar cisnal.